# Nationales Flaggenlied

Flagge der Republik China

Das Flaggenlied (chinesisch 國旗歌, Pinyin gúoqí gē) der Republik China wird beim Hissen und Einholen der Flagge der Republik China gespielt.
Aufgrund des Druckes der Volksrepublik China wegen des politischen Status Taiwans wird dieses Lied bei internationalen Anlässen wie den Olympischen Spielen anstelle der Nationalhymne der Republik China gespielt. Bei diesem und anderen Sportereignissen nimmt das taiwanische Team unter der Bezeichnung „Chinese Taipei“ (dt.: Chinesisch Taipeh) teil. Bei Teilen der Bevölkerung ist dieses Lied beliebter als die Nationalhymne der Republik China, da diese gleichzeitig das Partei-Lied der Kuomintang (Chinesische Nationalpartei) ist. Der Liedtext ist in klassischem Chinesisch verfasst. Die letzten beiden Zeilen beziehen sich auf die Symbolik und die Farben der Flagge.
Die Musik wurde von Huang Tzu (黃自) komponiert und der Text stammt von Dai Jitao (戴季陶), auch unter dem Namen Dai Chuanxian (戴傳賢) bekannt.

## Text
Genau wie bei der nationalchinesischen Nationalhymne ist es nicht einfach, einen poetischen Text aus dem klassischen bzw. gehobenen Chinesisch zu übersetzen, weil er meist recht vieldeutig ist.
| Chinesisch | Übersetzung | |
| --- | --- | --- |
| 山川壯麗，物產豐隆 炎黃世胄，東亞稱雄； 毋自暴自棄，毋故步自封 光我民族，促進大同。 創業維艱，緬懷諸先烈 守成不易，莫徒務近功。 同心同德，貫徹始終 青天白日滿地紅； 同心同德，貫徹始終 青天白日滿地紅！ | shān chuān zhuàng lì, wù chǎn fēng lóng, yán huáng shì zhòu, dōng yà chēng xióng. wú zì bào zì qì, wú gù bù zì fēng, guāng wǒ mín zú, cù jìn dà tóng. chuàng yè wéi jiān, miǎn huái zhū xiān liè, shǒu chéng bù yì, mò tú wù jìn gōng. tóng xīn tóng dé, guàn chè shǐ zhōng, qīng tīan bái rì mǎn dì hóng; tóng xīn tóng dé, guàn chè shǐ zhōng, qīng tīan bái rì mǎn dì hóng! | Berge und Flüsse, großartig und schön; die Bodenschätze und Ernten reich und üppig. Ihr Nachkommen der Kaiser Yan und Huang, Helden Ostasiens werdet ihr sein. Seid nicht hoffnungslos, gebt euch nicht auf, verharrt nicht beim Alten. Seid der Ruhm unseres Volkes, bringt den großen Frieden voran. Aufbau ist schwer; erinnert euch an unsere Märtyrer, Bewahren ist nicht leicht; denkt nicht nur an den augenblicklichen Vorteil. Seid für immer eines Herzens und eines Willens, setzt euch durch. Blauer Himmel, weiße Sonne und die ganze Erde rot. Seid für immer eines Herzens und eines Willens, setzt euch durch. Blauer Himmel, weiße Sonne und die ganze Erde rot. |

Nationales Flaggenlied (Instrumentalversion)